# جامي أوسبورن
جامي أوسبورن (بالإنجليزية: Jamey Osborne) هو لاعب كرة قدم بريطاني في مركز الوسط، ولد في 7 يونيو 1992 في سوليهل في المملكة المتحدة. لعب مع غريمسبي تاون.

## وصلات خارجية
- جامي أوسبورن على موقع قاعدة بيانات كرة القدم.إي يو (الإنجليزية)
- جامي أوسبورن على موقع Soccerbase.com (لاعب) (الإنجليزية)
- جامي أوسبورن على موقع Soccerway.com (الإنجليزية)